# 名護市営球場
名護市営球場（なごしえいきゅうじょう）は、沖縄県名護市宮里の名護浦公園（21世紀の森公園）内にある野球場である（球場正面の銘板の表記は名護球場）。施設は名護市が所有し、名護市公共施設管理センターが運営管理を行っている。
日本のプロ野球チームの北海道日本ハムファイターズが春季キャンプで使用している。また、キャンプ終盤にはオープン戦も開催される。

## 歴史
1977年開場。翌1978年から日本ハムファイターズが春季キャンプ地として使用している（当初は投手陣のみだったが、1981年に徳島県営鳴門球場でキャンプを張っていた野手陣も参加）。
外野スタンド場外は砂浜に面している。
1990年代後半以降は老朽化が激しく、毎年春季キャンプで使用する日本ハムファイターズの選手などの使用者が1998年以前から危険性を指摘してきたが、2008年1月の時点でも改修作業が行われていなかった。2008年1月24日にはこの球場で自主トレーニングをしていた金森敬之が、腐食して破損した外野フェンスの部品を踏んで左足首を捻挫するという事態まで起こった。これを受け、名護市長の稲嶺進が2014年度予算に球場改修を組み込むと発言した。
具体案としては、球場のすぐそばに砂浜があることや、1塁側後方に国道449号線があるため、打球がそれらに影響を及ぼさないようにすべく、球場の向きを変更するとともに、プロ野球の公式戦開催も可能な両翼100m、中堅120mのグラウンドへの拡張、スタンドの増築、電光掲示板などを設置する。これについて、日本ハム球団は2015年11月、名護市に稲嶺進を訪ねて、暫定的に2016年から2019年のキャンプの第1次合宿をアメリカ合衆国・アリゾナ州で開催することを伝えた。こうして名護では2017年まで2次合宿に規模を縮小して開催された。球場は2017年3月より解体工事が始まった。
2018年と2019年の日本ハム球団の春季キャンプについては、球場が工事中で閉鎖されたため、2軍が会場としている国頭村のくにがみ球場や、球場から西へ約150m離れた「あけみおSKYドーム」を利用した。新球場は2020年に完成し、日本ハム球団は同年から再び1軍キャンプの全日程を当球場で行う。
通常はフェンス広告はないが、2011年以後、日本ハムファイターズのキャンプ期間に限り、本拠地のある北海道に本社を置くニトリのフェンス看板を仮設している。
2017年2月25日に行われた日本ハム対阪神のオープン戦の試合終了後、グラウンドに日本ハムの選手らが一堂に整列し、稲嶺市長や地元少年野球チーム所属の選手らがお別れの挨拶を行った。
2019年9月27日、名護市は医療法人タピックと命名権契約調印式を結び、球場の愛称を「タピックスタジアム名護」とすることを発表した。契約期間は2020年2月から2025年1月までの5年間。
改築が完了した2020年度のキャンプは2月1日から25日まで開催され、その終盤となる2月22日から24日までの間、オープン戦が3日間連続で開催された（22日：読売ジャイアンツ戦、23日：東京ヤクルトスワローズ戦、24日：横浜DeNAベイスターズ戦）。

## 施設概要
- メインスタンド：RC造3階建。
- グラウンド：両翼100m、中堅122m
- 1階：ロッカールーム、ダッグアウト、監督･コーチ室、シャワー室、会議室、多目的室、本部室、事務室など
- 2階・3階：スタンド収容人員は内野外野合計で約6000人～8000人。
- 照明設備：照明塔6基
- スコアボード：電光掲示板

### 改修前
- 両翼：97m、中堅：118m
- 内野：クレー舗装、外野：天然芝
- 収容人数：4,000人
- 照明設備：照明塔6基
- スコアボード：パネル式（10イニングまで）

## 公園内その他の施設
- あけみおSKYドーム - 本球場に近接する人工芝の屋内運動場。2012年1月に完成。
- 名護市21世紀の森体育館
- 名護市営ラグビー・サッカー場

## 交通
- 沖縄自動車道・許田インターチェンジから国道58号経由で約8キロメートル
- バス停留所（琉球バス交通、沖縄バス、那覇バス、東陽バスなど）
  - 名護バスターミナル（ここから球場まで徒歩8分） - 高速バス（那覇空港発111系）など
  - 宮里（ここから球場まで徒歩5分） - 本部半島循環線（65系、66系）

球場前に直行するバスはない。